# C/2013 E1 (Макнота)
C/2013 E1 (Макнота) — одна з гіперболічних комет. Відкрита 4 березня 2013 року Робертом Макнотом. На момент відкриття мала зоряну величину 18,5.